# Piá Carioca
Marcus Vinícius Pedro Nogueira, o Piá Carioca ou Piá (Campos dos Goytacazes, 16 de outubro de 1969), é um ex-futebolista brasileiro que atuava como lateral-esquerdo.
Foi lateral-esquerdo do Flamengo, na década de 1990.

## Carreira
Piá, que também significa menino ou rapaz, no Sul do Brasil, assim como guri, assumiu a lateral esquerda do Flamengo, em 1990, após a transferência de Leonardo para o São Paulo. Vindo das categorias de base do Flamengo, era um jogador tecnicamente limitado, mas sustentou-se no time devido à sua aplicação tática e esforço em um time carente de opções para a lateral. Na época Nelsinho, vindo do São Paulo junto de Bobô na negociação que envolvera a saída de Leonardo, se machucou gravemente logo que chegou ao Flamengo e Piá assumiu a posição na equipe de Jair Pereira que ganharia a Copa do Brasil de 1990 sobre o Goiás.
Ganhou ainda o Campeonato Carioca de 1991 e o Campeonato Brasileiro de 1992, onde atingiu seu auge nas finais do Campeonato. Na primeira partida da decisão, Piá jogou o melhor futebol de sua vida, fazendo cruzamentos e assistências precisas que contribuíram, em muito, para a goleada de 3x0, que o Flamengo aplicou sobre o Botafogo. No jogo seguinte, as duas equipes empatariam em 2x2, de modo que o Flamengo sagrou-se campeão.
Após a chegada de Marcos Adriano, em 1993, Piá acabou perdendo seu espaço no time e, assim sendo, foi dispensado. Defendeu o Flamengo em 221 e com cinco assistências que resultaram em gols em finais de campeonato (duas no Carioca de 1991 e três no Brasileiro de 1992), é o segundo jogador da história do clube a dar mais passes para gols em decisões, perdendo apenas para o Zico.
Chegou ao Santos em 1994, fazendo parte do elenco vice-Campeão Brasileiro em 1995.
Piá também jogou pelo União Madeira, de Portugal e Associação Atlética Ponte Preta.
Em 2001, passou pela Matonense, no primeiro semestre, e pelo Gama no segundo.

### Showbol
Participou de torneios de Showbol, representando o Flamengo.

## Títulos
Flamengo
- Taça Guanabara: 1989
- Copa Porto de Hamburgo: 1989
- Copa São Paulo de Futebol Júnior: 1990
- Copa do Brasil: 1990
- Torneio de Verão de Nova Friburgo: 1990
- Copa Marlboro: 1990
- Copa Sharp: 1990
- Campeonato da Capital: 1991,1993
- Taça Cidade do Rio de Janeiro: 1991
- Taça Estado do Rio de Janeiro: 1991
- Taça Rio: 1991
- Copa Rio: 1991
- Campeonato Carioca: 1991
- Campeonato Brasileiro: 1992
- Torneio Libertad: 1993
- Troféu Raul Plasmann: 1993
- Taça Cidade do Rio de Janeiro: 1993

União Madeira
- Taça da Madeira: 1994-95

Santos
- Torneio Rio-São Paulo: 1997

Gama
- Campeonato Brasiliense: 2001

Cuiabá
- Campeonato Mato-Grossense: 2004